# Call Me by Your Name
Vous lisez un « bon article » labellisé en 2018.
Cet article concerne le film de Luca Guadagnino. Pour le roman d'André Aciman, voir Plus tard ou jamais. Pour la chanson de Lil Nas X, voir Montero (Call Me by Your Name).
Pour plus de détails, voir Fiche technique et Distribution.
Call Me by Your Name ou Appelle-moi par ton nom au Québec est un film dramatico-romantique réalisé par Luca Guadagnino, sorti en 2017.
Le scénario, de James Ivory, est adapté du roman américain du même titre d'André Aciman (publié en français en 2008 sous le titre Plus tard ou jamais).
Ultime volet de la Trilogie du Désir de Luca Guadagnino, après Amore (2009) et A Bigger Splash (2015), l'action de Call Me by Your Name se déroule en 1983, en Italie du Nord où Elio, jeune Italo-Américain de 17 ans (interprété par Timothée Chalamet), et Oliver (interprété par Armie Hammer), un étudiant américain de 24 ans venu assister dans ses recherches le père d'Elio, vivent une histoire d'amour le temps d'un été. Michael Stuhlbarg, Amira Casar et Esther Garrel interprètent les personnages secondaires.
À sa sortie, Call Me by Your Name rencontre un grand succès auprès de la critique et du public. Le film obtient de nombreuses distinctions, dont trois nominations aux Golden Globes, quatre nominations aux BAFTA et aux Oscars. James Ivory, quant à lui, remporte l'Oscar 2018 du meilleur scénario adapté.
Luca Guadagnino souhaite en réaliser une ou plusieurs suites, envisageant une série de films qui conteraient l'évolution des deux personnages dans le temps en reprenant les mêmes acteurs, à l'exemple du personnage d'Antoine Doinel de François Truffaut.

## Synopsis
Durant l'été 1983, dans la villa familiale de campagne du Cremasco (province de Crémone), un garçon de dix-sept ans, Elio Perlman, profite de ses vacances et de l'affection de ses parents : Samuel, éminent archéologue américain, et Annella, traductrice d'origine française. Plongé depuis toujours dans cet univers polyglotte, raffiné, le jeune Elio occupe ses journées à composer, jouer du piano et de la guitare, lire, sortir avec ses amis, faire du vélo ou encore se baigner dans la rivière et flirter avec son amie Marzia.
Les journées tranquilles d'Elio vont être troublées par l'arrivée d'Oliver, un doctorant de vingt-quatre ans venu pour quelques semaines aider Samuel dans ses recherches, et à qui il doit laisser sa chambre. Archétype du jeune Américain un brin arrogant, Oliver se met à draguer une jeune amie de la famille Perlman et se montre d'abord insaisissable, avant de se rapprocher du fils de son mentor, avec qui il débat de littérature et de leur identité juive.
Malgré l'attirance d'Elio pour Marzia, les deux garçons en viennent à éprouver des sentiments amoureux l'un pour l'autre, non sans se comporter de manière ambivalente : Elio couche pour la première fois de sa vie avec Marzia, tandis qu'Oliver maintient une certaine distance. Après un rendez-vous romantique sur le balcon, un soir à minuit, ils consomment secrètement leur amour naissant.
Alors que le départ d'Oliver pour les États-Unis approche, les parents d'Elio, subodorant la nature de la relation entre leur fils et leur hôte, leur suggèrent de passer trois jours tous les deux dans la région de Bergame. Oliver et Elio vivent là une romance absolue qui parachève un été riche en émois.
Elio accompagne Oliver à la gare. Celui-ci parti, complètement bouleversé, Elio implore sa mère de venir le chercher à la gare. Il retrouve une Marzia très conciliante. Son père lui avoue les regrets qu'il a eus lorsqu'il était plus jeune de n'avoir pu vivre une histoire aussi belle que celle que son fils vient de vivre, bien qu'il en ait eu l'occasion, et demande à Elio de prendre conscience de la chance qu'il a eue.
L'hiver venu, alors que la famille est réunie dans la villa pour la fête de Hanoucca, ils reçoivent un appel d'Oliver, qui leur annonce qu’il va se marier au printemps. Très ému de lui parler à nouveau, il promet à Elio de se souvenir de tout ce qu'ils ont vécu l'été précédent. Celui-ci, désemparé par ce prochain mariage tout autant que par les sentiments encore intacts d'Oliver, reste assis face à la cheminée, les yeux remplis de larmes.

## Fiche technique
Sauf indication contraire, les informations mentionnées dans cette section peuvent être confirmées par la base de données cinématographiques IMDb,  présente dans la section « Liens externes ».
- Titre original et français : Call Me by Your Name
- Titre québécois : Appelle-moi par ton nom
- Réalisation : Luca Guadagnino
- Scénario : James Ivory, Luca Guadagnino et Walter Fasano d'après le roman Plus tard ou jamais (Call Me by Your Name) d'André Aciman
- Musique : Gerry Gershman et Robin Urdang
- Direction artistique : Samuel Deshors
- Décors : Roberta Federico
- Costumes : Giulia Piersanti
- Photographie : Sayombhu Mukdeeprom
- Montage : Walter Fasano
- Production : Luca Guadagnino, Émilie Georges (en), James Ivory, Marco Morabito (en), Howard Rosenman (en), Peter Spears et Rodrigo Teixeira
- Sociétés de production : Frensy Film Company, La Cinéfacture, RT Features et Water's End Productions
- Sociétés de distribution : Sony Pictures Classics (États-Unis), Sony Pictures Releasing (France)
- Pays de production :  Italie,  États-Unis,  Brésil,  France
- Langues originales : anglais, italien et français
- Format : couleur
- Genre : drame romantique
- Durée : 132 minutes
- Dates de sortie :
  - États-Unis : 22 janvier 2017 (Festival du film de Sundance) ; 24 novembre 2017 (sortie nationale)
  - Brésil : 6 octobre 2017 (Festival international du film de Rio de Janeiro) ; 18 janvier 2018 (sortie nationale)
  - Belgique : 16 octobre 2017 (Festival international du film de Flandre-Gand) ; 14 février 2018 (sortie nationale)
  - France : 21 octobre 2017 (Festival international du film de La Roche-sur-Yon) ; 28 février 2018 (sortie nationale)

## Distribution
- Timothée Chalamet (VF : Gabriel Bismuth-Bienaimé) : Elio Perlman
- Armie Hammer (VF : Valentin Merlet) : Oliver
- Michael Stuhlbarg (VF : Arnaud Bedouët) : Samuel Perlman, le père d'Elio
- Amira Casar (VF : Elle-même) : Annella Perlman, la mère d'Elio
- Esther Garrel (VF : Elle-même) : Marzia
- Victoire Du Bois (VF : Elle-même) : Chiara
- Vanda Capriolo : Mafalda
- Antonio Rimoldi : Anchise
- Elena Bucci : Bambi, l'historienne de l'art
- Marco Sgrosso : Nico, l'historien de l'art
- André Aciman : Mounir
- Peter Spears : Isaac
- Walter Fasano : le DJ à la fête (non crédité)

## Production

### Développement

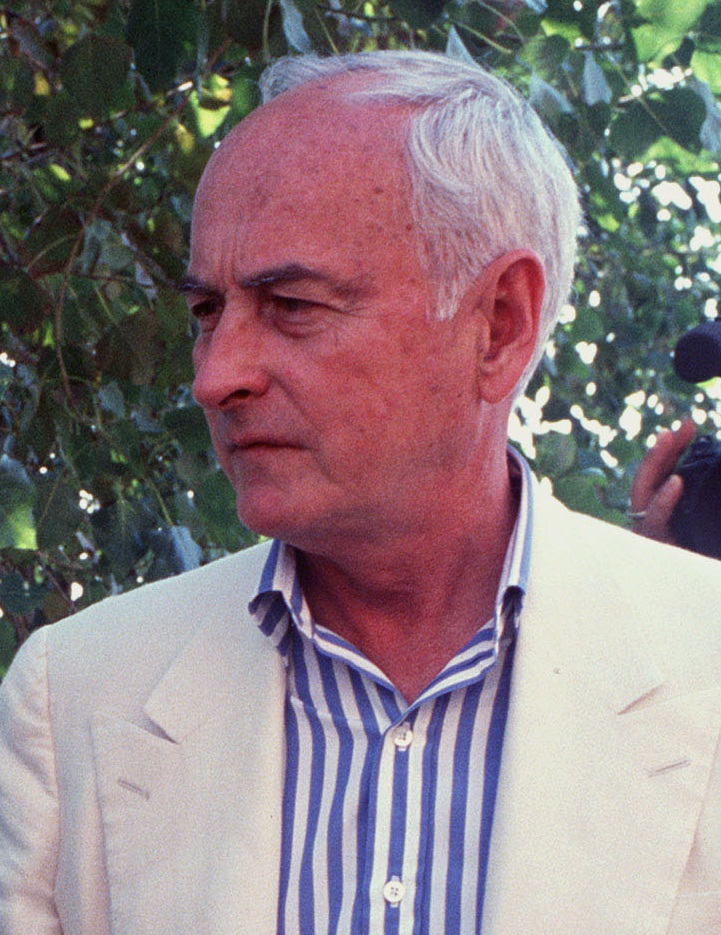
Initialement envisagé comme réalisateur, James Ivory est finalement engagé pour conduire l'adaptation du projet.

La genèse du projet commence avant même la publication en 2007 du roman d'André Aciman, initialement traduit en français sous le titre Plus tard ou jamais et qui sera renommé Appelle-moi par ton nom lors de sa réédition à la sortie du film : les producteurs américains Peter Spears et Howard Rosenman (en) ont pu en lire une épreuve et en achètent les droits d'adaptation,. Ils invitent leur ami James Ivory à travailler en tant que producteur exécutif sur un projet d'adaptation cinématographique, ce que ce dernier accepte. Spears et Rosenman lisent chacun de leur côté le livre, mais le projet n'avance pas : approchés, les réalisateurs Gabriele Muccino, Ferzan Özpetek et Sam Taylor-Johnson renoncent à s'engager,,. La nécessité d'un tournage estival en Italie semble alors constituer une difficulté.
Les producteurs prennent ensuite contact avec Luca Guadagnino, qui dans un premier temps refuse le projet, prétextant un agenda trop chargé,. Le réalisateur, qui réside dans le Nord de l'Italie, est finalement engagé en tant que consultant pour le repérage des lieux de tournage,,, et parce que sa participation paraît pouvoir assurer l'italianité nécessaire dans le traitement du film. Ultérieurement, Guadagnino propose de réaliser le film avec James Ivory, sans pour autant consentir à un engagement contractuel,. James Ivory accepte la proposition, et passe six à neuf mois de l'année 2014 à travailler sur le scénario,. Guadagnino, qui a décrit le roman comme « une œuvre proustienne sur la nostalgie du passé et la mélancolie heureuse des choses perdues », signe l'adaptation avec Ivory, collaborant aussi avec Walter Fasano, avec qui il a déjà travaillé sur ses précédents films,. Cette phase d'écriture se déroule à la fois chez James Ivory, chez Luca Guadagnino à Crema, et à New York. Dans les faits, Ivory et Guadagnino se voient peu, le second étant alors en plein travail sur son film A Bigger Splash.
Finalisé entre la fin de l'année 2015 et le début de l'année 2016, le scénario est validé par Aciman, qui loue l'adaptation en la qualifiant de « directe, réaliste et convaincante » ; il admet : « en tant qu'auteur, je me suis surpris à dire "Wow, ils ont surpassé le livre" ». L'achèvement du scénario est essentiel pour assurer le financement de la production,. Le tour de table permet de réunir plusieurs sociétés de production (la société française La Cinéfacture, Frenesy Film Company dont le patron est Luca Guadagnino, les compagnies M.Y.R.A. Entertainment et Water's End Productions, basées aux États-Unis, et RT Features, du Brésil). Le film obtient aussi le soutien du ministère italien des Biens et Activités culturels et du Tourisme,,. Pendant les négociations, le budget de la production est fortement réduit, passant de 12 millions à 3,5 millions de dollars,.
En 2016, James Ivory décide de se retirer de la réalisation pour éviter les conflits, et laisse Guadagnino diriger seul le projet,. Selon Ivory, les financeurs de Memento Films International ne souhaitaient pas que la réalisation soit confiée à deux personnes : « ils pensaient que ce serait gênant… que cela prendrait plus de temps, que ce serait terrible si nous nous affrontions, etc. »,. Guadagnino estime alors que la méthode d'Ivory aurait sans doute abouti sur un film à la fois « plus cher [et] différent », ce qui dans les faits n'aurait pu être réalisé, compte tenu de la « réalité du marché »,. Dès lors, James Ivory est crédité comme l'unique scénariste, et par conséquent cède les droits sur le scénario à la société de Luca Guadagnino,. Le projet constitue le premier scénario de James Ivory produit à l'écran depuis sa réalisation franco-américaine Le Divorce en 2003, et c'est la toute première fois qu'il signe un scénario sans porter lui-même la réalisation. Il s'engage malgré tout fortement dans tous les aspects de la production.
Guadagnino choisit de dédier le film à l'acteur et réalisateur Bill Paxton, ami du producteur Peter Spears et du mari de ce dernier, Brian Swardstrom, décédé en février 2017.

### Adaptation
Call Me By Your Name est la dernière partie de la trilogie thématique du désir de Luca Guadagnino, après Amore (2009) et A Bigger Splash (2015),.

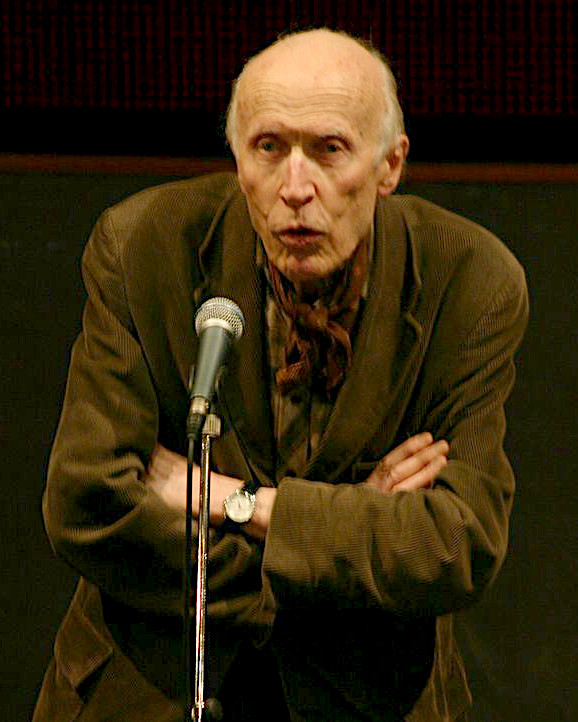
Le réalisateur français et figure de la Nouvelle Vague Éric Rohmer est une référence chère à Luca Guadagnino, et dont l'influence est notable dans le travail d'adaptation.

Il explique que ce film est le plus calme qu'il ait fait,. S'il s'agit bien d'une adaptation littéraire, de nombreuses scènes ne comportent aucune parole. Guadagnino dit que « les mots sont une partie de ce qui arrive, mais ne révèlent pas forcément ce qui est sous-entendu », ajoutant penser que le film « célèbre le sous-entendu ».
Il considère le film comme un « hommage aux pères », se référant à la fois à son propre père et à quatre cinéastes qui l'ont inspiré : Jean Renoir, Jacques Rivette, Éric Rohmer et Bernardo Bertolucci.
Luca Guadagnino décrit le film comme « familial », en ce qu'il est engagé dans la « transmission de connaissance et d'espoir que les personnes de toutes les générations viennent voir ensemble dans un film ». Il ne le présente pas comme un « film gay », mais plutôt comme un film sur « la beauté du désir naissant, sincère et pur » et reflétant bien sa devise personnelle « dans le sens de la joie de vivre »,, dans lequel « nous devrions toujours être les plus honnêtes avec nos sentiments, au lieu de les cacher ou de nous en protéger ». Il justifie ce choix en rappelant que durant les années 1980, « les identités sexuelles n'étaient pas aussi fixes qu'aujourd'hui mais plus flottantes – quelque chose de très éloigné de la culture gay contemporaine ». Le film catalogué comme « gay » à sa sortie se trouve, tout comme le livre dont il est tiré, relever davantage de l'univers de la bisexualité de par la fluidité des attirances et romances qu'il dépeint,,.  Guadagnino affirme s'être efforcé d'éviter les écueils trop souvent perçus selon lui dans de nombreux films initiatiques sur la fin de l'adolescence, dans lesquels le passage à l'âge adulte est souvent dépeint comme le moment où sont tranchés des dilemmes préconçus, comme le devoir de choisir entre deux amours. Le réalisateur souhaitait également que l'intrigue suive les deux protagonistes dans le temps, plutôt que de se concentrer sur un antagonisme ou une tragédie, ce qui constitue une approche faisant écho au film À nos amours de Maurice Pialat, sorti en 1983, année de l'intrigue de Call Me by Your Name,. Considérant la représentation du sexe comme l'expression des comportements et de l'identité des personnages, Guadagnino n'a pas cherché à inclure des scènes explicites dans son œuvre, expliquant : « Je voulais que le spectateur ne se fie qu'à l'aventure émotionnelle des deux personnages et ressente ce premier amour… C'était important pour moi de recréer cette universalité si forte, car l'idée principale de ce film est bien de rappeler que c'est l'autre qui fait de vous une belle personne, qui vous éclaire, qui vous élève ».
Le film diffère de la version originale de l'intrigue en plusieurs points. Alors que le roman adopte le point de vue d'Elio évoquant ses souvenirs, le film se déroule exclusivement au temps présent et sans ellipses, une solution « bien plus efficace » pour aider le spectateur à comprendre les personnages et « traduire l'essence du livre »,. Le cadre de l'intrigue est modifié : si le roman se déroule à Bordighera sur la Riviera, Guadagnino décide de déplacer le tournage dans la campagne de Crema, en Lombardie, où il réside,. Il décide également de transférer l'intrigue de 1987 à 1983, qui selon lui « en Italie du moins, [était une année] où tout semblait beau après les années 1970 » et où les personnages sont « dans un sens encore épargnés par la corruption des années 1980 — Reagan aux États-Unis, Thatcher au Royaume-Uni »,. Par ailleurs, le père d'Elio, professeur de lettres classiques dans le roman, devient historien archéologue,.
Luca Guadagnino dit avoir été tenté de supprimer la scène du roman durant laquelle Elio se masturbe avec une pêche dénoyautée, estimant qu'il s'agissait ici d'une métaphore de « l'énergie et de l'impulsion sexuelles » trop explicite,. Timothée Chalamet était aussi nerveux à propos de cette scène, la décrivant comme le moment de révélation de « l'énergie sexuelle surabondante » de son personnage. En dépit de leurs réserves, Guadagnino et Chalamet ont finalement convenu après des essais (et après avoir eux-mêmes testé la faisabilité de la pratique !) que la scène fonctionnait et que par conséquent elle resterait dans le film. La scène est cependant différemment présentée par rapport au roman, où le personnage d'Oliver va jusqu'à déguster le fruit, quand Elio l'en empêche dans le film. La scène où Elio et Oliver dansent de façon « enthousiaste » dans un bar sur le titre Love My Way du groupe The Psychedelic Furs n'est pas issue du livre mais s'inspire de la façon dont Guadagnino lui-même dansait dans sa chambre étant jeune,.
En reprenant la trame écrite par Ivory, Guadagnino a supprimé la narration en voix off et de nombreuses scènes de nudité,. Le réalisateur n'aimait pas l'idée que le personnage principal raconte l'histoire a posteriori, y voyant un procédé qui « tue la surprise ». À la fin du roman, les deux protagonistes partent ensemble en voyage à Rome, sur un chapitre entier dans lequel de nouveaux personnages apparaissent en plusieurs lieux,. En raison du budget limité, Ivory et les producteurs ont imaginé plusieurs modifications, notamment l'idée de faire partir tous les personnages pour laisser Elio et Oliver seuls dans la maison, et ont décidé finalement « un autre genre de petite escapade », par laquelle ils passent « un peu de temps ensemble hors de la maison ». Dans le script original, Ivory dépeignait Elio dans la scène finale en train de décorer un sapin de Noël portant des bougies, dans la maison familiale, alors que c'est finalement avant le repas de Hanoucca que l'ultime séquence est censée se tenir. Ivory a aussi coupé le monologue final du père, qui était plus long dans le roman, mais s'est attaché à le garder dans le scénario. Il décrit la scène où Elio exprime ses sentiments à Oliver comme l'un des moments les plus importants, qui saisit la « passion euphorique et fébrile » de ce premier amour.
Globalement, Guadagnino justifie son intérêt pour les remakes par l'impossibilité selon lui d'inventer de nouvelles histoires, et défend par conséquent l'intérêt supérieur d'une réécriture où l'on peut instiller son point de vue, à l'obligation décevante d'être « original ».

### Distribution des rôles

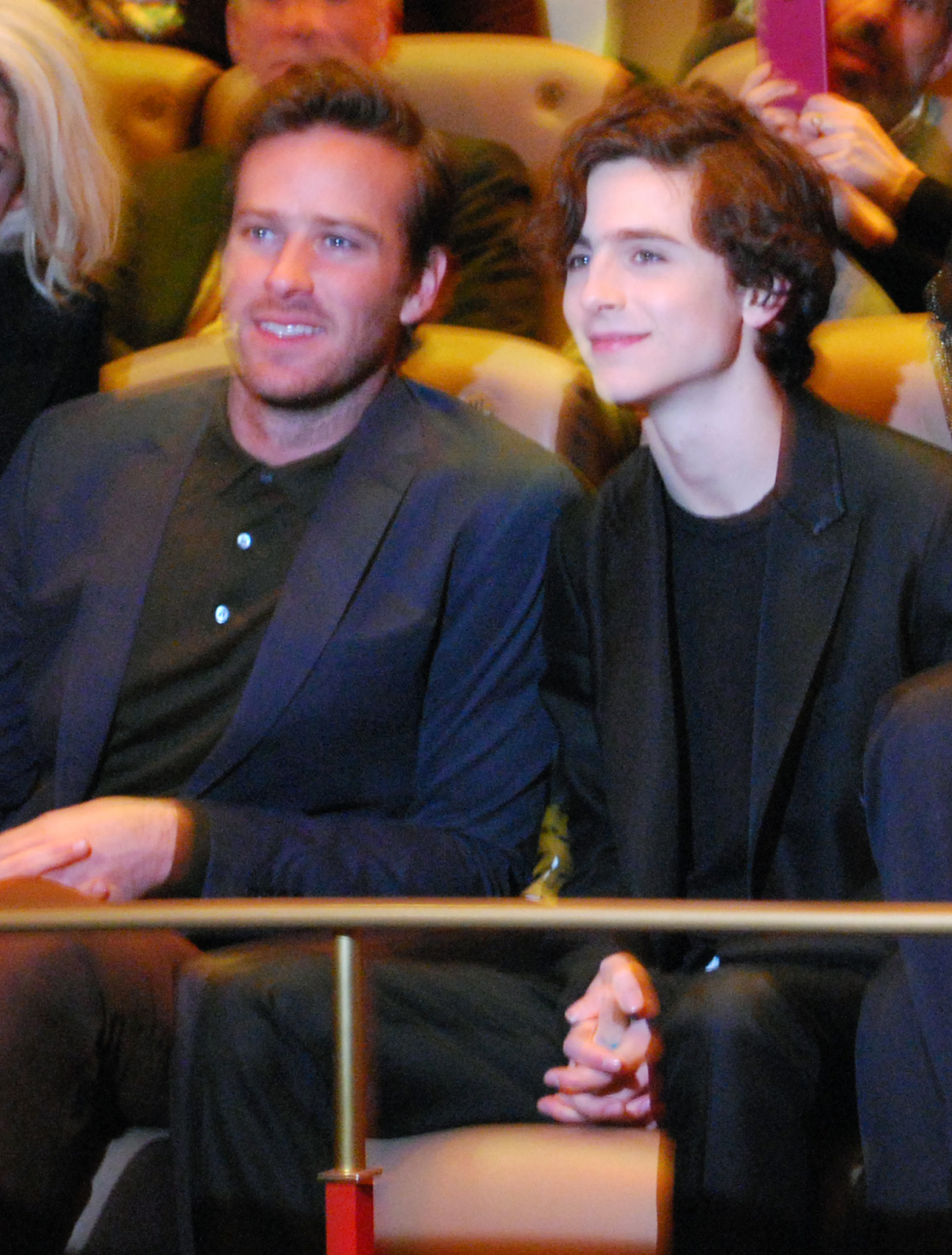
Les acteurs principaux Timothée Chalamet et Armie Hammer à la première du film à la Berlinale 2017.

En 2015, Shia LaBeouf et Greta Scacchi ont été pressentis pour intégrer le casting du film. En septembre 2016, James Ivory confirme que LaBeouf n'est plus engagé dans le projet. Selon Ivory, LaBeouf est venu à New York pour une séance de travail sur le scénario, mais la société de production l'aurait trouvé inadapté en raison de « différentes difficultés » ; bien qu'Ivory ait estimé qu’ils avaient « présenté des scènes convaincantes ensemble » et que cela aurait pu fonctionner pour le film. Mais la société désapprouve finalement le choix. Les frasques régulières de l'acteur auraient refroidi les producteurs, ce qui semble avoir également contribué à son retrait.
Après avoir apprécié la performance d'Armie Hammer dans The Social Network en 2010, Guadagnino affirme être « tombé amoureux » de l'acteur, sentiment s'étant confirmé au regard des prestations suivantes d'Hammer au cinéma,. Le réalisateur l'avait considéré comme un « acteur sophistiqué, avec une grande variété dans son jeu » et, dès lors, l'avait en tête pour le rôle d'Oliver. Il estime aussi que « l'aura [naturelle] » de « star » de l'acteur, son physique et son assurance typiquement américains ont joué dans son choix. Hammer, qui avait exprimé son intérêt pour la dernière œuvre de Guadagnino, A Bigger Splash, avait rencontré ce dernier plusieurs années avant le projet Call Me by Your Name,. Quand l'acteur lit le scénario, il envisage d'abandonner le rôle en raison des scènes de nudité qui sont envisagées. Il témoigne : « Je voulais laisser tomber ; ça m'angoissait […]. Il y avait beaucoup de choses que je n'avais jamais faites dans un film jusque là. Mais il n'y avait pas moyen que je ne fasse pas le film, d'autant plus en raison du fait que cela m'effrayait »,. Selon Guadagnino, Hammer était sur le point de renoncer au rôle par le biais de son agent, mais a changé d'avis après leur conversation,,. C'est le troisième film dans lequel Hammer interprète un personnage homosexuel, après J. Edgar (2011), et Final Portrait (2017),. Il joue à 29 ans le rôle d'un personnage censé en avoir 24.
Un an après avoir débuté dans la série télévisée Homeland, Timothée Chalamet est présenté par les époux Swardstrom et Spears à Luca Guadagnino,, qui immédiatement ressent chez le jeune acteur « l'ambition, l'intelligence, la sensibilité, la naïveté et le talent » nécessaires à l'interprétation d'Elio. Chalamet lit le roman d'Aciman à l'âge de dix-sept ans, et le décrit comme « une fenêtre sur la vie d'un jeune homme »,. Chalamet, qui peut parler couramment le français et qui a joué du piano plusieurs années, arrive en Italie cinq semaines avant le début du tournage pour apprendre l'italien, reprendre le piano et se familiariser avec la guitare,,. Il joue à 21 ans le rôle d'un personnage censé en avoir 17.
Michael Stuhlbarg, qui interprète le rôle de M. Perlman, le père d'Elio, n'avait pas commencé à lire le livre avant de rejoindre le projet. Il dit avoir été ému par les « nombreux sentiments magnifiques exprimés » dans le scénario, et notamment « la générosité, l'amour et la compréhension » de son propre personnage. Amira Casar, Esther Garrel et Victoire Du Bois, toutes trois de nationalité française, apparaissent dans les rôles secondaires respectifs d'Annella, Marzia et Chiara. Le choix d'Amira Casar répond selon Guadagnino à un hommage « [au] cinéma d'art d’essai européen le plus audacieux », jugeant l'actrice « jamais banale » et douée d'un sens de la « transgression ». Esther Garrel raconte avoir été directement contactée par Guadagnino, de passage à Paris pour la promotion de A Bigger Splash, à qui la directrice de casting, Stella Savino, avait parlé de la jeune Française. Garrel est intégrée à l'équipe sans passer d'essai, et choisit de ne pas lire le livre avant de commencer le tournage. Le réalisateur la magnifie en la décrivant comme l'incarnation d'une « sorte d'aristocratie du cinéma d'auteur français » et lui fait déclamer en guise de clin d'œil et d'hommage une réplique issue d'un film de son père Philippe Garrel, J'entends plus la guitare (1991) (« Ami pour la vie ? »).
Stella Savino a rencontré Vanda Capriolo alors que celle-ci circulait à vélo dans la campagne ; celle qui interprète Mafalda, l'employée de maison, n'est pas une actrice professionnelle. André Aciman et Peter Spears font eux-mêmes une apparition en interprétant les rôles de Mounir et Isaac, un couple homosexuel invité à un dîner à la maison familiale,. La présence d'Aciman s'est décidée à la dernière minute après le désistement d'autres acteurs. « André s'est avéré être un acteur phénoménal ! Très à l'aise, pas du tout nerveux. Sa femme était à côté et disait qu'elle ne l'aurait pas pensé ! ».
Le casting du film est donc résolument international, associant des acteurs américains, français et italiens. Luca Guadagnino déclare avoir volontairement recherché une distribution plurilingue : « j'envisage le cinéma comme la juxtaposition d’éléments et d’univers disparates ».
Hammer et Chalamet ont tous deux signé des contrats garantissant l'absence de scènes de nudité frontale. James Ivory, dont le scénario initial contenait « toutes sortes de nudités », s'est montré désolé par cette décision, trouvant « factices » les procédés de Guadagnino,, critiquant ce qu'il voyait comme une attitude proprement « américaine ». « Personne ne semble se préoccuper ou être choqué par la nudité totale d'une femme. Ce sont les hommes,… » Guadagnino, qui est resté engagé dans le choix des acteurs, a choisi ses comédiens en fonction de leur talent et de leur compatibilité plutôt que d'« interpréter ou étiqueter » leur sexualité : « l'idée de sélectionner quelqu'un seulement pour certaines de ses aptitudes, ou pire, selon une prétendue identité de genre, m'est oppressante ».

### Tournage

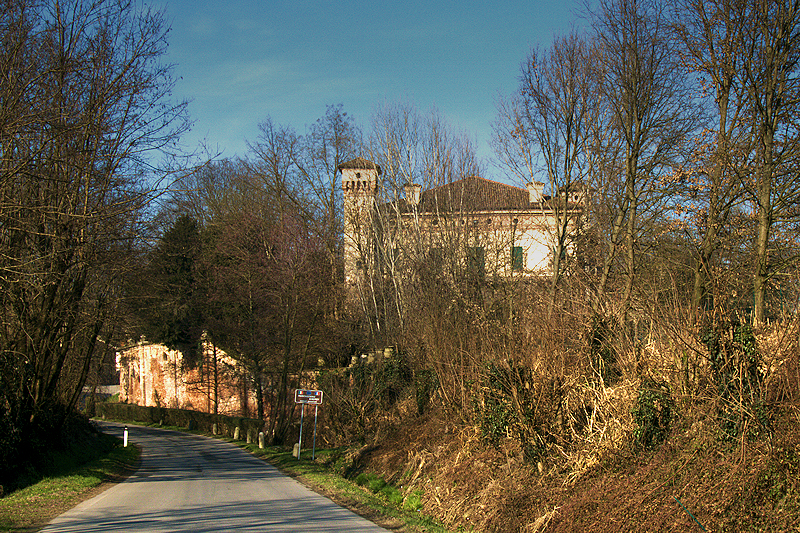
La villa Albergoni est le principal lieu de l'intrigue.

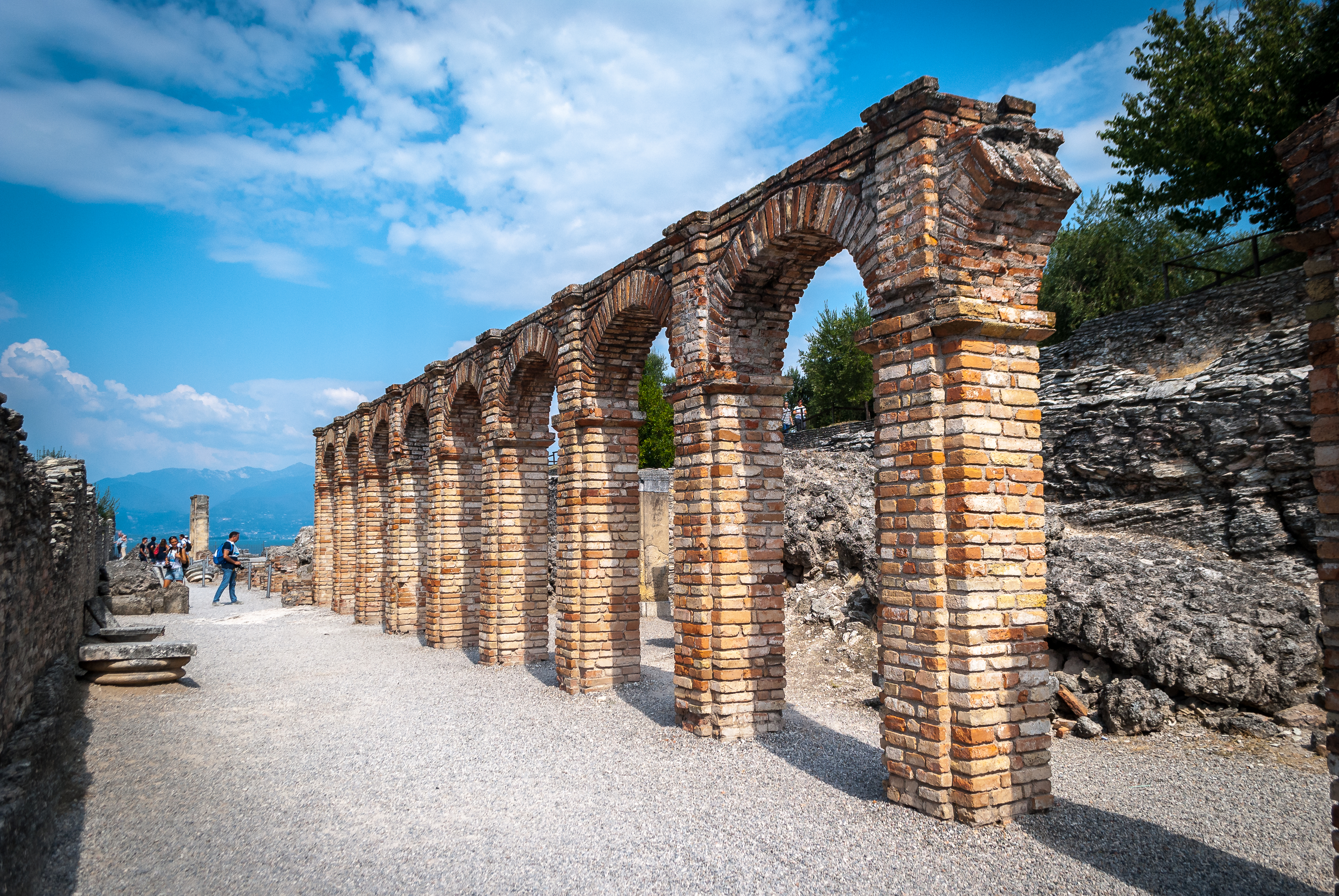
Les grottes de Catulle, l'un des lieux de tournage.

Initialement envisagé dans la région italienne de Ligurie, le tournage s'est déroulé en juin 2016, dans la région de Lombardie, entre les villes de Moscazzano, de Crema, de Bergamo, de Pandino, de Montodine, de Valbondione, de Capralba, de Corte Palasio, de Ricengo, de Campagnola Cremasca, de Pizzighettone et de Sirmione. Le parc régional du Serio, à cheval sur les provinces de Bergame et de Crémone a aussi accueilli certains plans. La villa utilisée comme domicile de la famille est la villa Albergoni, qui a été redécorée pour le film.
Le tournage se déroule essentiellement à Crema, et dans la province de Crémone,, dont Crema est la deuxième ville la plus peuplée. Il a lieu durant un épisode de pluies torrentielles inhabituel et historique, décrit par les météorologistes comme « centennale ». La pré-production à Crema se fait rapidement : la recherche de figurants commence en mars et avril,.
Les prises de vues principales sont effectuées sur une période d'environ 32 à 34 jours,. Le tournage a débuté le 6 mai 2016, peu de temps après la sortie de A Bigger Splash aux États-Unis, et s'est achevé en juin,.
Les scènes se tenant dans les environs de Pandino et de Moscazzano sont tournées le 17 mai,, avant Crema le 1er juin. Les scènes additionnelles en extérieur sont tournées le 4 décembre 2016,. De nombreux monuments historiques dans les environs de Crema et Pandino sont choisis durant le tournage, notamment le Torrazzo de Crémone,. Les commerçants ont reçu des compensations pour les pertes financières occasionnées par leur fermeture, planifiée les 30 et 31 mai. Deux journées de prises de vue à la cathédrale de Crema sont reportées en raison des mauvaises conditions météorologiques. Le tournage à Crema coûte 18 000 €, avec une campagne de communication chiffrée à 7 500 €,.
Le tournage se déroule également dans la province de Lodi, près de Crespiatica, et dans deux localités toutes proches de Crema : Montodine et Ripalta,. La scène de la visite du site archéologique a été réalisée aux grottes de Catulle, vestiges antiques réputés situés à Sirmione, au bord du lac de Garde,. La séquence du voyage à Bergame a été tournée dans plusieurs monuments historiques, comprenant la cathédrale, la basilique Santa Maria Maggiore et l'université. Pour des raisons de sécurité, l'équipe n'a pu bénéficier que d'une demi-heure de tournage aux cascades du Serio, à Valbondione, dans les Alpes lombardes,,.

Quelques lieux de tournage
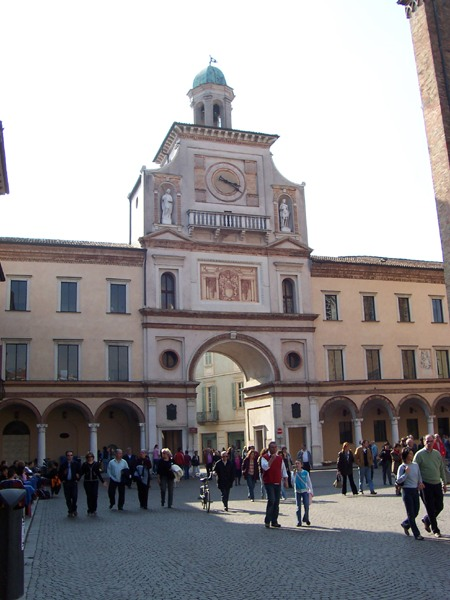
L'arche de la cathédrale de Crema.
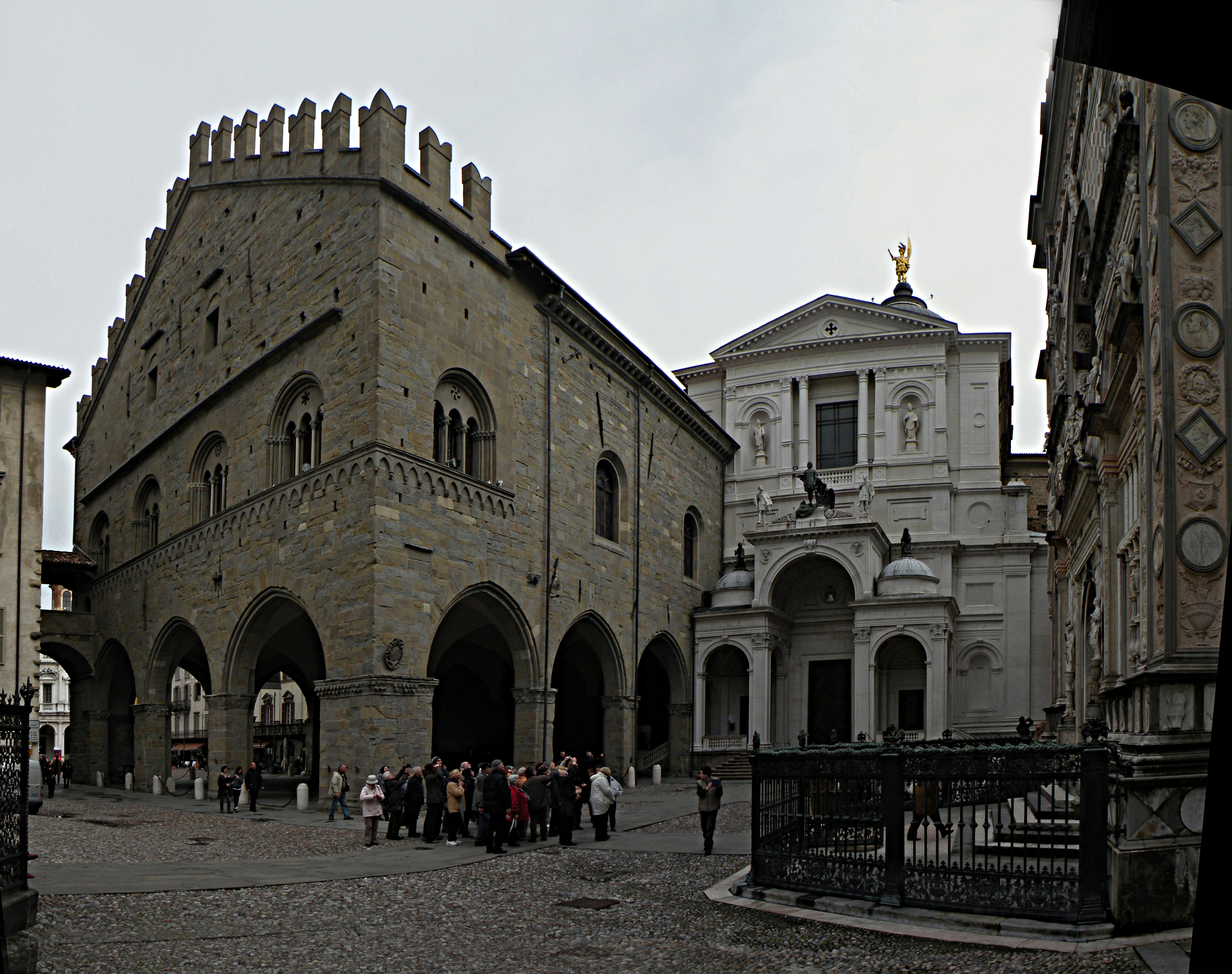
La cathédrale de Bergame.
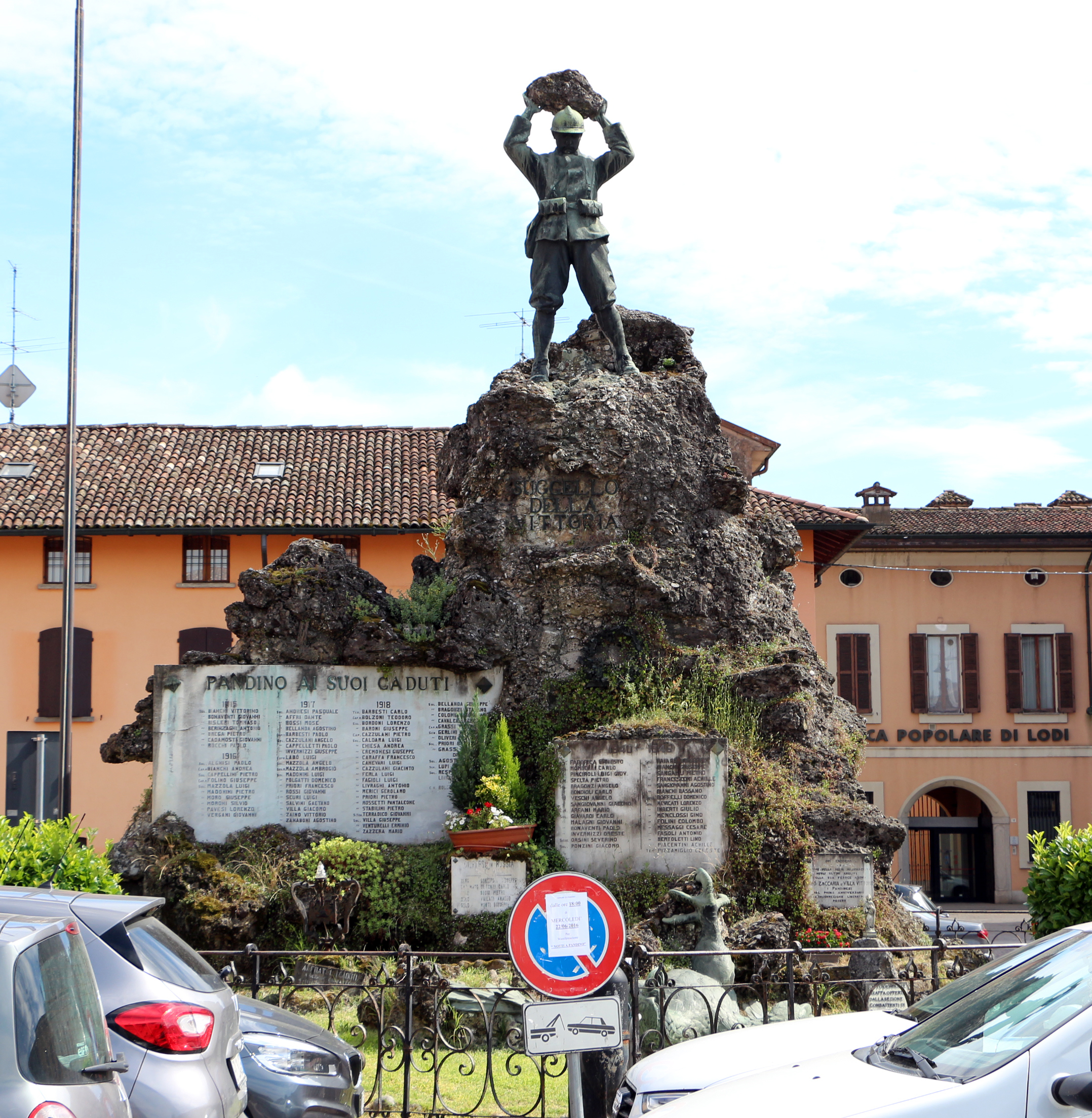
Pandino.
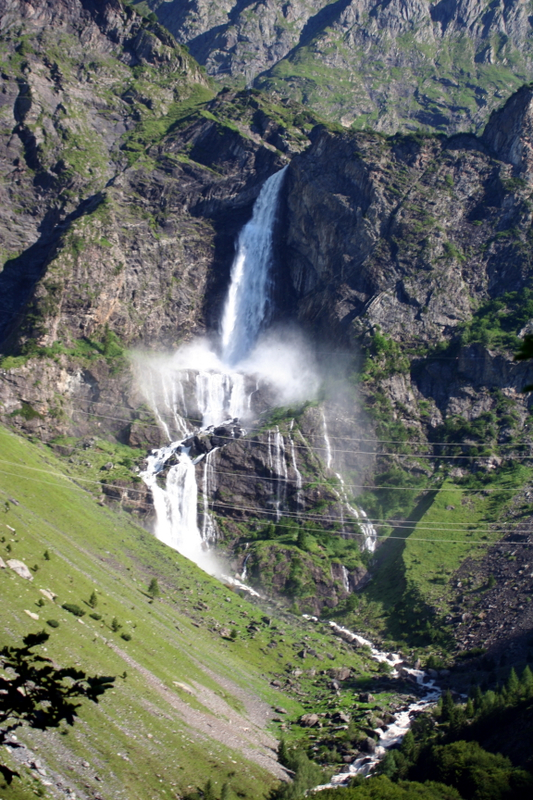
Cascades du Serio.

Les acteurs résident à Crema durant le tournage, et de fait se sont imprégnés du rythme de vie presque rural propre aux petites villes. Guadagnino s'est personnellement impliqué dans le quotidien des comédiens et des techniciens en les accueillant chez lui, cuisinant régulièrement et organisant des projections de film pour toute l'équipe. Armie Hammer et Timothée Chalamet, qui ne se sont même pas rencontrés pour des essais avant le tournage,, ne font connaissance que sur place, à Crema,. Ils passent alors un mois ensemble avant de commencer le tournage, visionnant notamment des documentaires sur Mike Tyson ou fréquentant les restaurants de la région pour développer leurs personnages,,. Chalamet se souvient : « on traînait tout le temps ensemble, surtout parce qu'on était les seuls Américains là-bas et qu'on pouvait se défendre mutuellement et vraiment mieux apprendre à se connaître ». Les deux premiers jours de tournage, Guadagnino s'est assis avec ses comédiens pour lire le scénario. Hammer et Chalamet jouent une scène de baiser dès leur première répétition. Les acteurs ont répété leurs scènes chaque soir avant le tournage, et ont passé de nombreux jours à tourner nus. Hammer dit à ce propos : « Je n'avais jamais été engagé de façon si intime avec un réalisateur jusqu'alors. Luca était en capacité de me regarder et de complètement me déshabiller ».
Guadagnino choisit de filmer suivant la chronologie de l'intrigue,, ce qui permet aux techniciens d'être « témoins de la maturation des personnages et des acteurs » dans le même temps. La scène du discours initiatique de M. Perlman à son fils a été tournée la veille de l'achèvement des prises de vues,. Michael Stuhlbarg a passé des mois à préparer cette scène,, que le metteur en scène voulait rendre « aussi simple que possible », sans artifices et en laissant jouer ses acteurs le plus naturellement possible. Selon Walter Fasano, la scène a été effectuée en trois prises seulement, pour lesquelles Stuhlbarg avait exprimé « trois différents niveaux d'émotion ».
Pour la scène de danse, Armie Hammer a dû jouer devant une cinquantaine de caméras, avec une bande-son fortement réduite pour enregistrer les dialogues. Le comédien relate qu'il ne s'agissait pas d'une séquence amusante (« je n'aime pas vraiment danser »). Les cadreurs ont filmé la scène durant laquelle Elio déclare ses sentiments à Oliver avec un long travelling effectué en une seule prise, procédé censé apporter la fluidité et la « vague d'émotion » qu'une scène coupée n'aurait pu susciter. Durant la prise de l'ultime scène du film, Chalamet écoute dans un écouteur Visions of Gideon, une des chansons originales écrites spécialement pour Call Me by Your Name, qui est ensuite diffusée au montage sur les images de la même scène, que le réalisateur demande à Chalamet de jouer de trois manières différentes, pour trois prises différentes,,.
Sayombhu Mukdeeprom, qui avait précédemment collaboré avec Guadagnino sur le film Antonia de Ferdinando Cito Filomarino, est le directeur de la photographie du film,. Il a lu le roman d'Aciman avant de recevoir le scénario, et a passé du temps à se promener autour des lieux du tournage pour « ressentir chaque chose… voir les couleurs, la manière dont la lumière changeait au fil de la journée, et intégrer tout cela à [ses] données ». L'éclairage est un paramètre important dans le travail de Mukdeeprom, crucial dans sa relation aux personnages. Pour capter et retranscrire au mieux l'ambiance estivale de l'Italie du Nord pour le film, et en raison de la météo pluvieuse qui a caractérisé la période de tournage, il a dû créer un procédé d'éclairage complètement artificiel,. Il est aussi très proche des acteurs durant les scènes ; une fois terminée la première prise mettant Olivier et Elio en confrontation, Mukdeeprom est surpris en larmes dans un coin de la pièce.
Le film est tourné en 35 mm, avec un seul objectif, décision influencée par le travail de David Cronenberg cherchant à « consolider le point de vue » et « faire sortir de l'écran la tension de la performance ».
Le premier montage produit un film de quatre heures,. La post-production, menée par Walter Fasano, ne demande qu'un mois de travail entre juin et juillet, un record pour Guadagnino,.

### Décors et costumes

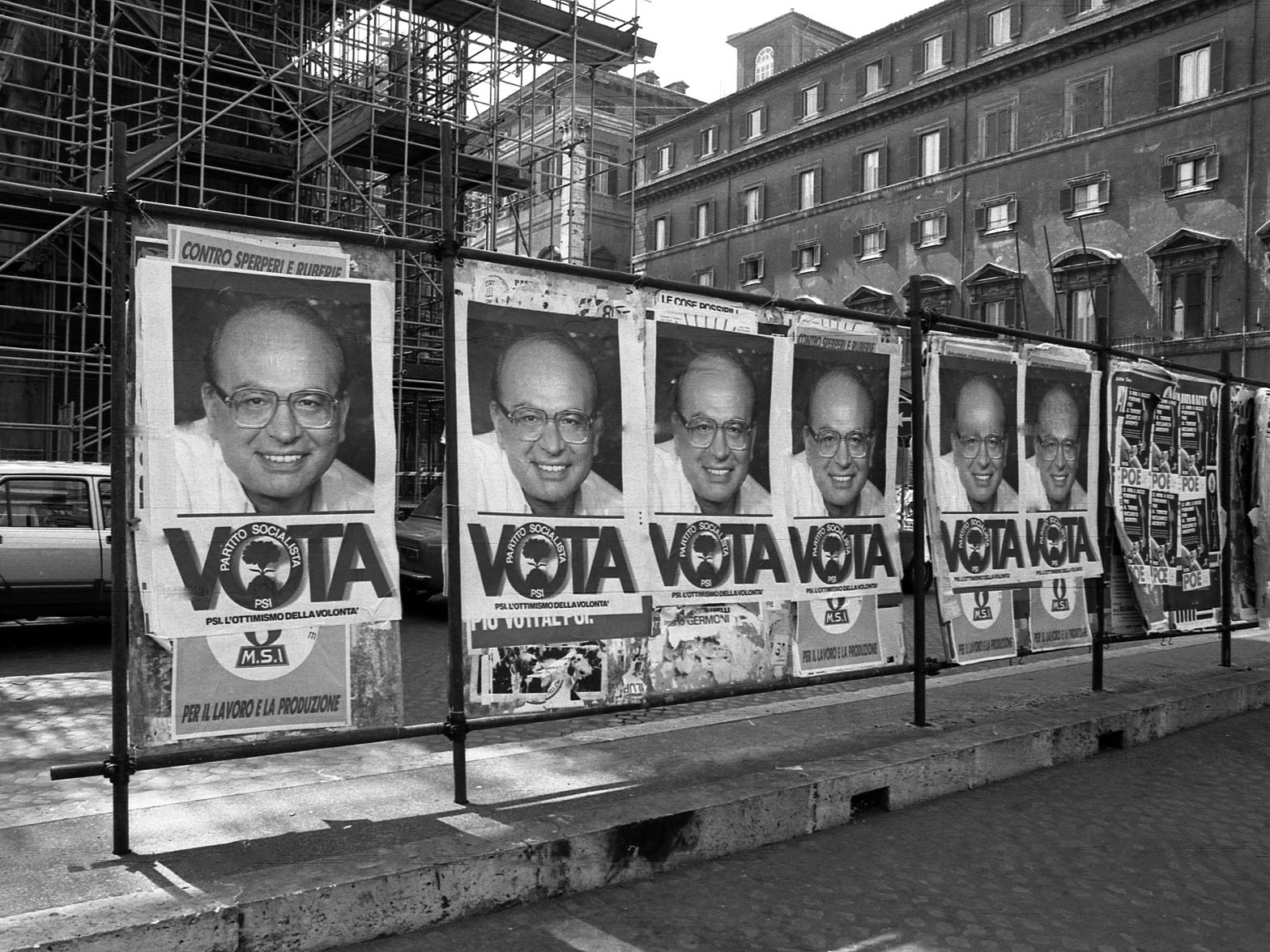
La campagne des élections générales de 1983 qui voient le socialiste Bettino Craxi triompher est un élément discret du contexte du film, évoqué à plusieurs reprises et visible dans certains décors à travers les affiches électorales.

Le décor de la résidence des Perlman est principalement celui de la villa Albergoni, une demeure inhabitée du XVIIe siècle située à Moscazzano,, mise en vente en 2018,. Le réalisateur souhaitait initialement acheter la maison mais n'en a pas eu les moyens, choisissant finalement ce site pour y tourner le film,,, sans visiter aucune autre bâtisse. Son inoccupation impose des travaux de nettoyage et de restauration en amont. Un paysagiste est engagé pour aménager un verger dans le parc de la demeure. Une pergola est installée dans le patio, ainsi que des abricotiers et des pêchers dans le jardin, alors qu'il ne s'agit pas d'espèces végétales naturellement présentes en Lombardie,.
Six semaines avant le début de la production, le chef-décorateur Samuel Deshors, connu pour son travail pour les films de Christophe Honoré et le décorateur Violante Visconti di Modrone commencent à aménager la maison avec un mobilier XIXe, des objets et des décorations inspirés par les personnages,. La plus grande partie des accessoires, comprenant la vaisselle et la verrerie d'esthétique années 1950 appartiennent à Guadagnino et aux parents de Modrone ; selon ce dernier, qui voulait donner à cette esthétique « le sens du temps qui passe », ces choix produisent un décor « cozy et personnel ». Les peintures d'inspiration asiatique et les miroirs proviennent majoritairement d'antiquaires de Milan et Vérone,,. Les meubles plus communs sont parfois empruntés aux brocanteurs de la région et aux riverains. Le décor est complété par des tapis persans anciens, des batiks, des camées, ainsi qu'un piano déjà présent dans la maison. Par souci de vraisemblance, les livres placés en arrière-plan ont tous été publiés avant 1982,. De manière générale, la villa est riche de fenêtres et de portes qui selon Deshors permettent de multiplier les possibilités de mises en scène. La piscine utilisée pour le tournage est recréée à partir d'un abreuvoir au style typique de la région,, mais construit de toutes pièces en maçonnerie pour les besoins du film.
Dans l'espace public, les techniciens ont installé des panneaux d'affichage électoral défraîchis évoquant le contexte des élections générales italiennes de 1983, et ont recréé un kiosque à journaux proposant des magazines relatifs à cette période. De vieilles devises fascistes ont été ajoutées sur certains murs. L'équipe du film a mené d'intenses recherches, notamment auprès des habitants de Crema, sollicitant des visites chez les résidents pour collecter des photographies d'époque,,. Dans la chambre d'Elio, les affiches d'un concert de Peter Gabriel, de l'édition 1982 des 24 Heures du Mans ou de l'édition 1981 du tournoi de Roland-Garros appuient la tonalité eighties, que Télérama juge reconstituée avec une « minutie fétichiste ». Pour autant, Guadagnino fait le choix de ménager les signaux trop datés, cherchant à créer un cadre « un peu hors du temps » et à renforcer le contraste entre un décor parfois daté et la modernité du mode de vie et des sentiments. Chen Li, une Chinoise habitant à Milan, s'occupe du design graphique ; elle dessine les titres du générique de début.
La costumière Giulia Piersanti choisit de ne pas utiliser des vêtements d'époque, souhaitant par ses préférences mettre en évidence une « sensualité adolescente insouciante », la chaleur de l'été et l'éveil à la sexualité des personnages. De nombreux éléments des costumes du film sont fabriqués à partir de pièces déchirées. Le travail de Piersanti est influencé par plusieurs films du réalisateur français Éric Rohmer comme Pauline à la plage (1983), Conte de printemps (1990) et Conte d'été (1996). Pour constituer la garde-robe des Perlman, Piersanti trouve aussi son inspiration dans les albums photo de ses parents. Afin de valoriser chez Oliver l'image de l'Américain « sexy et en bonne santé », la costumière s'est référée aux premières photographies publicitaires de Bruce Weber. Les vêtements de ce personnage changent au cours du film, à mesure qu'il gagne en aisance et en liberté. Cherchant à souligner le sentiment de confiance en soi que dégage Elio, elle attribue à ce dernier des habits de marque Lacoste, et une chemise originale de style néo-romantique dans la scène finale,. Le polo d'Elio et son t-shirt à l'effigie de Fido Dido proviennent des affaires de son mari.

### Musique

#### Démarche

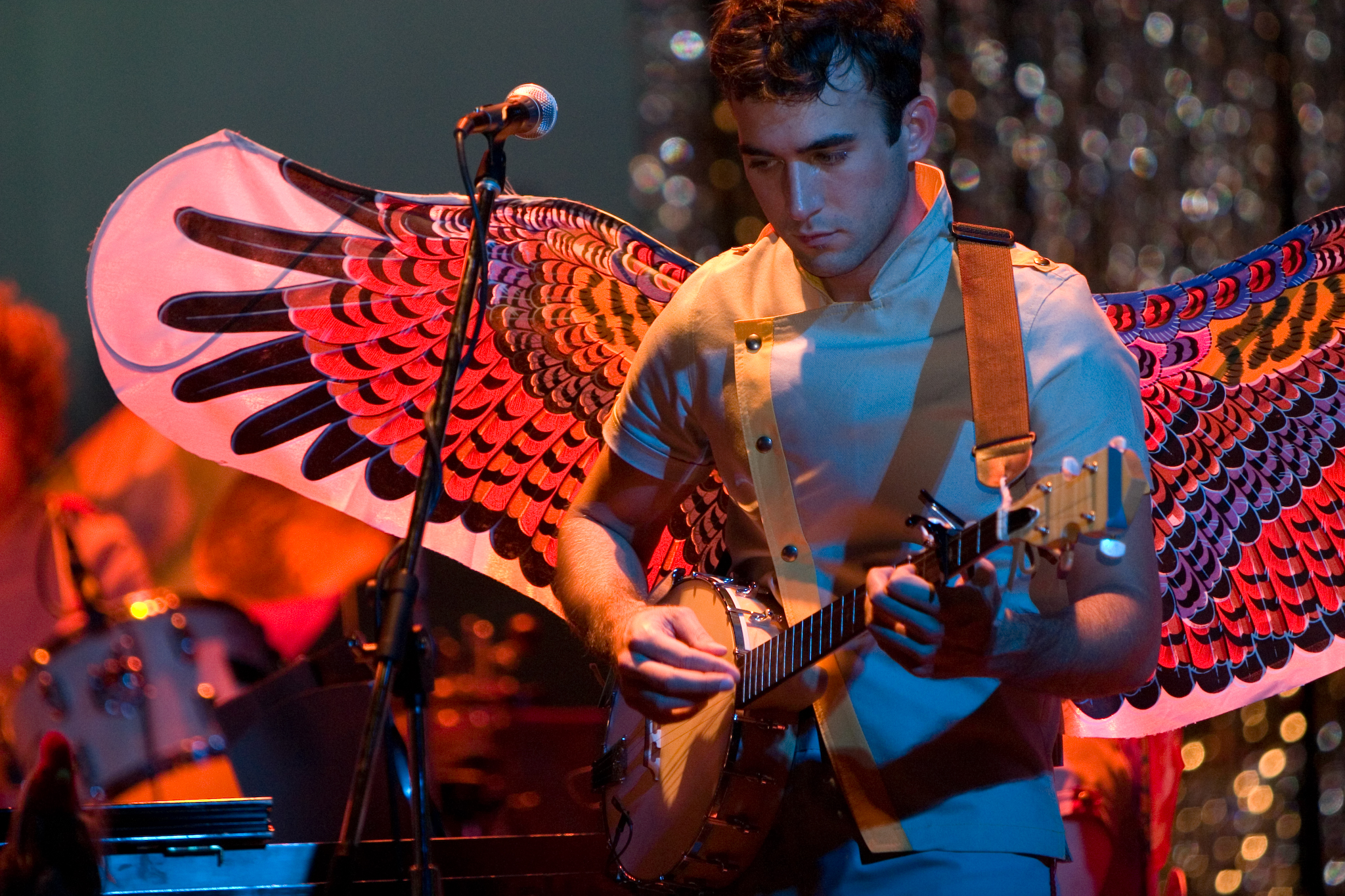
Sufjan Stevens (ici en 2006), signe trois titres pour le film.

Habituellement, Luca Guadagnino choisit lui-même la musique de ses films. Le réalisateur souhaitait que la musique conduise la « narration émotionnelle » de son film, en la rendant la plus légère, la moins présente possible et en la faisant envelopper au mieux les voix des personnages. Il s'est inspiré pour ce faire du travail réalisé pour Barry Lyndon de Stanley Kubrick (1975), La Splendeur des Amberson d'Orson Welles (1942) ou Le Temps de l'innocence de Martin Scorsese (1993). Guadagnino souhaite connecter au mieux la musique du film au personnage d'Elio, jeune pianiste, compositeur et arrangeur de pièces classiques à ses heures, afin de le rapprocher d'Oliver. La musique entend refléter le temps, la famille, le niveau d'éducation, et d'une certaine manière « le type de règles que [les personnages] se donnent à eux-mêmes ». Le réalisateur s'est aussi attaché à retrouver ce qui à l'époque de l'intrigue, en plein été, était diffusé à la radio,.
Guadagnino s'avère en phase avec le lyrisme du travail de Sufjan Stevens. Initialement, il demande au compositeur de proposer une bande originale qui fasse du point de vue d'Elio la trame narrative du film, et d'intégrer une chanson consistant en une rupture dans cette progression,. Stevens décline cette proposition de voix off, et finalement écrit et compose trois titres pour la bande originale : Mystery of Love, Visions of Gideon, et une interprétation nouvelle de Futile Devices avec piano. Stevens trouve son inspiration à la lecture du scénario et du livre, et dans ses conversations avec le réalisateur au sujet des personnages. Il soumet quelques jours avant le début du tournage ses compositions. Surpris par le résultat, Guadagnino écoute les chansons avec Walter Fasano, le monteur, et les acteurs,. Cette collaboration marque la première contribution de Sufjan Stevens à une bande originale au cinéma,.
La chanson Love My Way du groupe Psychedelic Furs est utilisée à plusieurs reprises dans le film ; cela a suscité un engouement sur les sites de streaming aux États-Unis lors de la sortie du film. Lors de la scène de la pêche, la chanson Radio Varsavia de l'artiste sicilien Franco Battiato passe à la radio d'Elio. On peut également entendre la chanson Words de F. R. David ou Une barque sur l'océan, troisième pièce extraite de Miroirs pour piano de Maurice Ravel.

#### Pistes de la bande originale
| 1.    | Hallelujah Junction – 1st Movement       | Adams                                           | 7:09   |
| 2.    | M.A.Y. in the Backyard                   | Sakamoto                                        | 4:25   |
| 3.    | J'adore Venise                           | Loredana Bertè                                  | 4:15   |
| 4.    | Paris Latino                             | Bandolero                                       | 4:01   |
| 5.    | Sonatine bureaucratique                  | Frank Glazer                                    | 3:44   |
| 6.    | Zion hört die Wächter singen             | Alessio Bax (en)                                | 5:10   |
| 7.    | Lady Lady Lady (en)                      | - Moroder - Joe Esposito (en)                   | 4:15   |
| 8.    | Une barque sur l'océan                   | André Laplante                                  | 7:10   |
| 9.    | Futile Devices (en) (Doveman (en) Remix) | Stevens                                         | 2:15   |
| 10.   | Germination                              | Ryūichi Sakamoto                                | 2:09   |
| 11.   | Words                                    | F. R. David                                     | 3:27   |
| 12.   | È la vita                                | Armani                                          | 4:11   |
| 13.   | Mystery of Love (en)                     | Stevens                                         | 4:08   |
| 14.   | Radio Varsavia                           | Battiato                                        | 4:07ro |
| 15.   | Love My Way (en)                         | The Psychedelic Furs                            | 3:33   |
| 16.   | Le Jardin féerique                       | - Valéria Szervánszky (en) - Ronald Cavaye (en) | 3:02   |
| 17.   | Visions of Gideon                        | Stevens                                         | 4:07   |
| 71:08 |                                          |                                                 |        |

L'ensemble de la bande originale a fait l'objet d'un concert assuré par l'Orchestre symphonique de Manille en octobre 2018.
| Classement (2017-18)         | Meilleure position |
| ---------------------------- | ------------------ |
| Belgique (Flandre Ultratop)  | 46                 |
| Belgique (Wallonie Ultratop) | 190                |
| France (SNEP)                | 142                |
| Suisse (Schweizer Hitparade) | 76                 |

## Accueil

### Festivals et sorties

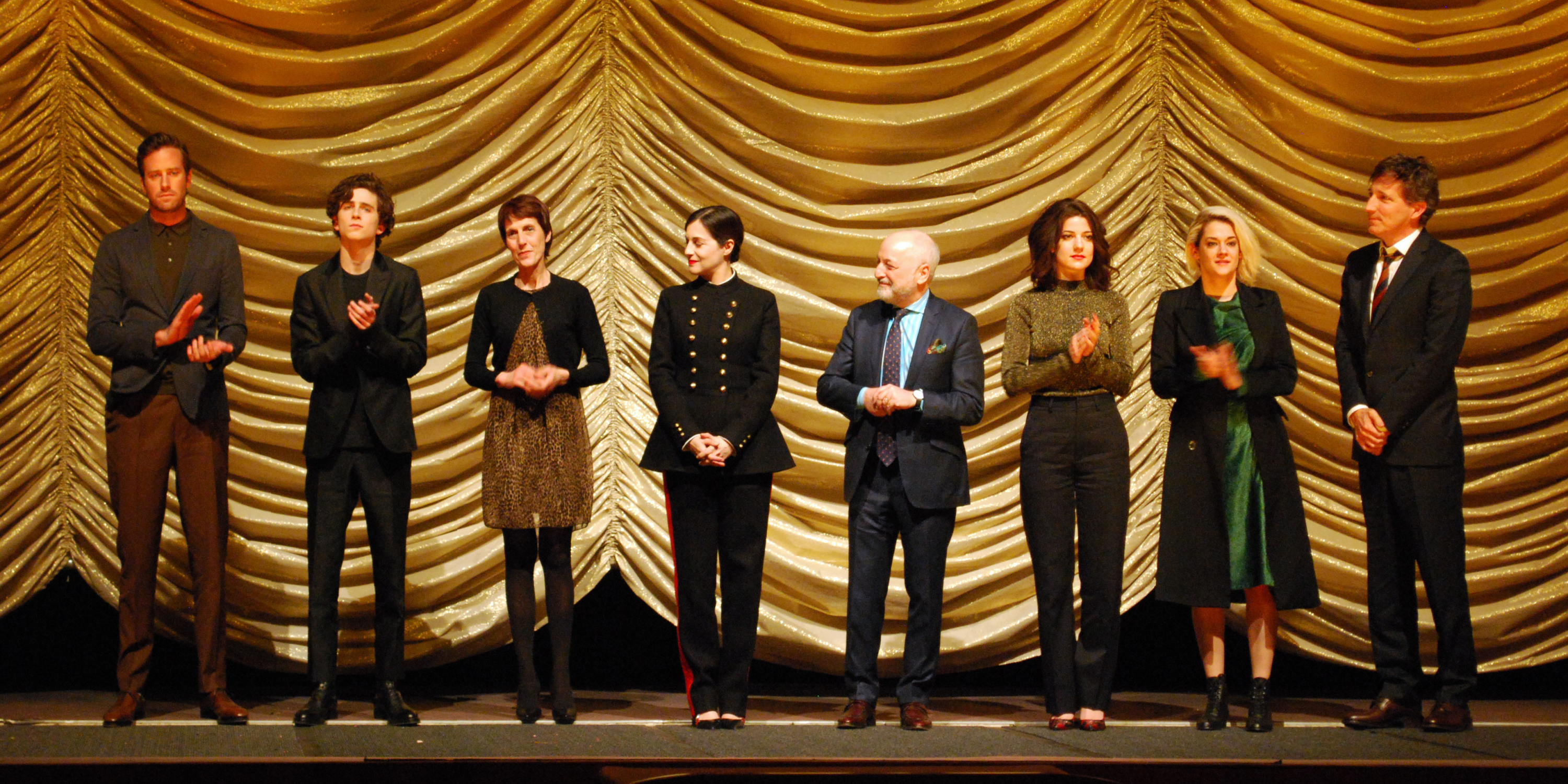
Armie Hammer, Timothée Chalamet, Vanda Capriolo, Amira Casar, André Aciman, Esther Garrel, Victoire du Bois et Peter Spears à la première projection du film à la Berlinale.

C'est lors du festival du film de Sundance 2017 que le film est projeté pour la première fois, sélectionné en hors compétition « Premieres », le 22 janvier 2017,. Préalablement, Sony Pictures Classics acquiert les droits de distribution aux États-Unis pour 6 millions de dollars. Les droits internationaux sont achetés par la société française Memento Films International,.
Le film est présenté lors du 67e festival de Berlin dans la section « Panorama », le 13 février 2017, au 42e festival international du film de Toronto le 7 septembre 2017,, et au festival du film de New York le 3 octobre 2017. Le film est par ailleurs nommé pour le Teddy Award à Berlin.
La sortie nationale au Royaume-Uni intervient le 27 octobre 2017, puis a lieu aux États-Unis dès le 24 novembre 2017. Dans ce pays, le film est diffusé dans trente cinémas au 15 décembre, puis 114 la semaine suivante. Le nombre de cinémas passe à 174 la semaine du 12 janvier 2018, avant d'exploser juste avant l'annonce des nominations pour la cérémonie des Oscars, atteignant le chiffre de 815 salles pour le 19 janvier 2018,. Le nombre maximal est atteint la semaine des Oscars, avec 914 lieux de projection.
Des projections et rencontres publiques spéciales sont organisées à Crema entre le 27 et le 30 janvier, en présence de Luca Guadagnino, Armie Hammer et Timothée Chalamet,,. La sortie au Brésil intervient le 18 janvier 2018.
En France, la sortie a lieu le 28 février 2018. Le film a été présenté en avant-première française dans la compétition officielle du festival international du film de La Roche-sur-Yon en octobre 2017, où il remporte le prix spécial du jury international. Un mois plus tard, en novembre 2017, il remporte le grand prix du festival du film LGBT de Paris Chéries-Chéris.
La sortie du film génère de nombreuses réactions de fans ; parmi celles-ci, le travail de l'artiste philippine Mika Labrague qui met en scène certaines séquences dans des toiles de Claude Monet.

### Critique
Le film est dans l'ensemble salué par la critique.

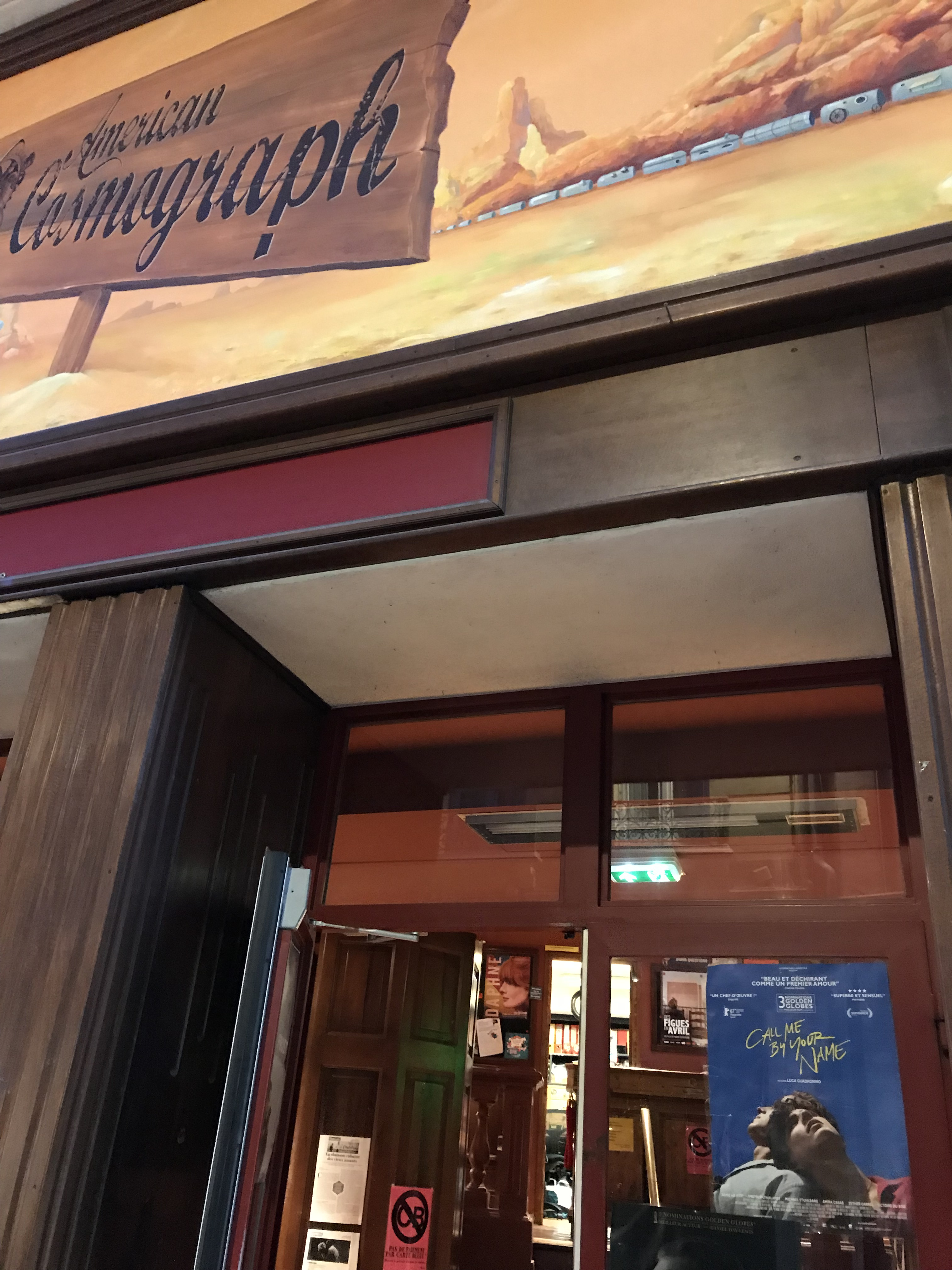
Projection du film à l'American Cosmograph de Toulouse, en France.

Lors de sa première au Festival de Sundance, le film reçoit une standing ovation. Il est ensuite applaudi pendant une dizaine de minutes lors de sa présentation au Festival de New York dans le Alice Tully Hall, ce qui constitue un record de longueur dans l'histoire du festival,.
L'agrégateur de critiques Rotten Tomatoes recense un taux d'approbation de 95 % sur la base de 354 critiques, avec une note moyenne de 8,7⁄10. Call Me by Your Name obtient le meilleur classement parmi les films sortis dans moins de 600 salles aux États-Unis, et la deuxième place dans le classement des romances de 2017, derrière The Big Sick,. Sur Metacritic, le film obtient un score moyen de 93⁄100, basé sur 53 critiques différentes, ce qui en fait le 5e film le mieux classé de l'année sur le site, dans un classement dominé par le documentaire français Visages, villages.
Après avoir encensé le film dans une chronique notée 5 étoiles sur 5, le journal anglais The Guardian a classé Call Me by Your Name « meilleur film de l'année 2017 ». Dans The Hollywood Reporter, Boyd van Hoeij décrit le film comme une adaptation « extrêmement sensuelle […], intime et éminemment honnête » du roman d'Aciman, saluant la performance de Chalamet comme étant la véritable prouesse de l'œuvre. Pour Peter Debruge (Variety), le film « renouvelle les canons du cinéma gay » en dépeignant « l'histoire d'un premier amour […] qui dépasse l'évocation du seul couple homosexuel ». Il compare la patte « sensuelle » de Guadagnino aux films de Pedro Almodóvar et François Ozon, assimilant le film au meilleur du travail de ces deux réalisateurs. David Ehrlich (IndieWire) encense tout autant la direction, qui selon lui contribue à faire se rencontrer le talent artistique et l'empathie de Carol, de Todd Haynes (2015) et Moonlight de Barry Jenkins (2016). Radio Canada évoque une « parenthèse enchantée », et une mise en scène « extrêmement pure ». Pour la BBC, Sam Adams souligne combien la prestation de Stuhlbarg « sert de cadre à la peinture qu'est le film et ouvre des voies que nous n'aurions pas pensé explorer », et vante le film comme l'un de ceux qui ont « brillamment réussi à faire appel à la fois à l'intellect et à l'érotisme dans la lignée de Patrice Chéreau et André Téchiné ». Ty Burr, du Boston Globe, attribue la note de trois étoiles et demie, louant Guadagnino pour sa capacité à « élargir son étreinte de l'humanité » par la provocation de nouvelles joies cinématographiques. David Morgan (CBS) fait l'éloge de la décoration et des costumes pour leur capacité à « ressusciter un été des années 1980 », et salue aussi le personnage joué par Stuhlbarg comme « l'un des parents les plus compréhensifs de l'histoire du cinéma ». Dans Vanity Fair, Richard Lawson estime que l'adaptation de Guadagnino « a été menée au nom d'un amour véritable, avec de bonnes intentions, suivant une intelligence simple et humble », et y voit une pièce amenée à devenir un classique du cinéma gay moderne. Michael Phillips (Chicago Tribune) dit avoir apprécié le travail musical de Sufjan Stevens, dont les chansons « suscitent comme par magie la sympathie vis-à-vis de l'éveil émotionnel d'Elio », et souligne la qualité de la performance d'Armie Hammer, qu'il juge parmi les meilleures de sa carrière. The Economist souligne une tension permanente « entre douleur et plaisir » et vante le talent de Timothée Chalamet, précisant que l'acteur « soulève tant de nuances d'humanité, incarnant le cheminement juvénile de la découverte de soi d'une manière plus crue, instable et de ce fait plus honnête que nombre d'autres acteurs avant lui ». L'actrice Kotone Furukawa avoue que le film a restauré sa foi en l'humanité pendant la pandémie de Covid-19.
En France, le site Allociné recense une moyenne des critiques presse de 4,3⁄5, et des critiques spectateurs à 4,4⁄5.
Dans la presse francophone, l'érotisme de Chalamet est tout autant salué par Jérémy Piette, qui dans Libération reconnaît une importante responsabilité au talent du directeur de la photographie, ou par Jean-Philippe Bernard qui le voit en « héros romantique candide et finalement flamboyant ». Télérama s'émerveille de la « gracilité poseuse » de Chalamet et se délecte de la « langueur » du film. L'Obs, par le biais de Nicolas Schaller, encense l'« insolence romantique » de Chalamet et la sensualité de la « campagne italienne où l'on passerait volontiers le restant de nos jours ». Nelly Kaprièlan, pour Vogue Paris, juge Amira Casar « parfaite », comme la rédaction du Monde. Sébastien de Crèvecœur (Causeur) signe une critique dithyrambique tant pour la musique (« jamais poseuse »), la photographie (« superbe, […] aux tonalités parfois tarkovskiennes »), que pour les seconds rôles (« pensés avec intelligence »). Sophie Rosemont, pour Rolling Stone, parle d'un film « mémorable et bouleversant ». Pour Dominique Widemann (L'Humanité), la réalisation « fond les étreintes d'un érotisme tendre, de l'audace indispensable », et les choix musicaux comme les décors, qui « paraissent à l'instar des souvenirs bouleversants, très précis et incomplets, incroyablement vivants », trouvent grâce à ses yeux. Romain Le Vern, sur LCI, parle d'un « éblouissement ». La réalisation est tout autant appréciée par Vogue Paris qui en salue la « perfection esthétique », et Le Journal du dimanche qui évoque « une sensibilité et une douceur inouïes » dans le traitement « des corps qui succombent à la tentation ». Jean-Philippe Bernard (Le Matin) qualifie cette « romance subtile » de « choc cinématographique de grande intensité » qui rappelle certaines productions littéraires comme Premier Amour d'Ivan Tourgueniev (1860) ou Les Locataires de l'été de Charles Simmons (1997), estimant que Guadagnino par cette réalisation peut prétendre à devenir « l'une des plus belles promesses d'un cinéma transalpin en plein renouveau ». Catherine Balle (Le Parisien) évoque un film « délicat, érotique, bouleversant », parmi ceux « qui laissent un souvenir brûlant ». La Presse parle du monologue final du père d'Elio comme de « l'une des choses les plus mémorables que le cinéma nous ait offertes au cours des récentes années », et du film comme « ce que vous verrez de plus beau cette année ».
Le cinéaste espagnol Pedro Almodóvar salue aussi la « beauté viscérale » du film.
Une partie de la critique est partagée. Kate Taylor (The Globe and Mail), qui donne deux étoiles et demie au film, salue elle aussi un effort dans la capture « d'un premier amour et de son inévitable aspect déchirant », mais trouve que cette idylle polyglotte, tout juste antérieure à l'épidémie du SIDA, pose question. Ken Eisner, pour The Georgia Straight, interroge le message central du film, et estime que ce dernier « oscille de manière très frénétique entre une poésie incisive et une complaisance parfois grotesque ». Luc Chessel, dans Libération, parmi les rares titres français peu convaincus, reconnaît au film une réussite dans la « recherche obstinée, souvent victorieuse, de la beauté, de l'émotion et de l'empathie », peut-être au point d'« épuiser [la] capacité [du spectateur] à pleurer sur son triste sort », regrettant que le scénariste James Ivory n'ait pas assumé la réalisation du film pour lui donner une tonalité moins « sentimental-[libérale] ». Nicolas Schaller (L'Obs) regrette le manque de concision du dernier tiers du film. Antoine Duplan (Le Temps) reconnaît un « décor enchanteur » mais constate que le style « grandiloquent et mélodramatique » dont Guadagnino a fait preuve dans ses films précédents caractérise aussi celui-ci, jugé « infatué », dont la beauté certes réelle l'assimile à « un tube de l'été ».
De manière encore plus négative, Kyle Turner, dans Paste, juge les détails du film « trop petits pour quiconque, et en particulier une personne queer […] », regrettant qu'il soit toujours impossible « de s'approcher suffisamment près des personnages pour véritablement y dénicher des plaisirs charnels », notant toutefois la présence salutaire de la « scène de la pêche ». Armond White (Out) compare le film à un « fantasme très bourgeois », lui reproche un « mercantilisme lâche » qui « exploite les attentes d'un public queer romantique en l'empaquetant et en le falsifiant ». Luke Y. Thompson (Forbes) critique la longueur du film, qu'il place dans sa liste des films les plus sur-vendus de l'année, et qu'il compare à un « carnet de voyage terriblement ennuyeux ». Enfin, dans les Cahiers du Cinéma, Jean-Philippe Tessé rejette Call Me by Your Name, qu'il considère comme du « cinéma de premier de la classe », où « il ne peut strictement rien arriver qui ne soit aussitôt digéré avec ce demi-sourire compréhensif et condescendant des gens de bien. […], il ne peut rien arriver, ni au spectateur ni à ces personnages si parfaits qu’ils en deviennent des têtes à claques », le texte se terminant ainsi, après une comparaison avec les films d'Ira Sachs : « on préfèrera toujours un cinéma aimant [celui d'Ira Sachs] à un cinéma aimable [celui de Guadagnino] ».

### Box-office
En termes d'entrées, le film réalise ses meilleurs scores aux États-Unis (2 012 000 entrées) et en Italie (502 062 entrées). En France, le film enregistre 323 578 entrées. En Allemagne, le film attire 189 426 personnes, et 169 605 spectateurs au Royaume-Uni.
| Pays               | Box-office   |
| ------------------ | ------------ |
| Recettes mondiales | 41 887 595 $ |

| Pays         | Box-office   | Pays             | Box-office |
| ------------ | ------------ | ---------------- | ---------- |
| États-Unis   | 18 095 701 $ | Finlande         | 436 603 $  |
| Italie       | 4 157 606 $  | Norvège          | 389 046 $  |
| France       | 2 652 781 $  | Hong Kong        | 310 165 $  |
| Royaume-Uni  | 2 372 382 $  | Pologne          | 298 074 $  |
| Allemagne    | 1 830 654 $  | Taïwan           | 240 748 $  |
| Corée du Sud | 1 549 869 $  | Autriche         | 208 318 $  |
| Australie    | 1 468 757 $  | Portugal         | 166 831 $  |
| Espagne      | 1 228 974 $  | Grèce            | 166 076 $  |
| Pays-Bas     | 1 052 804 $  | Nouvelle-Zélande | 159 254 $  |
| Brésil       | 944 306 $    | Israël           | 158 663 $  |
| Suède        | 730 017 $    | Venezuela        | 156 614 $  |
| Mexique      | 723 938 $    | Thaïlande        | 136 611 $  |
| Danemark     | 593 543 $    | Colombie         | 102 833 $  |
| Belgique     | 489 765 $    | Argentine        | 101 548 $  |

### Polémiques
En mars 2018, le distributeur du film en Tunisie, Lassaad Goubantini, rapporte que le ministère de la Culture a censuré le film au nom d'une « atteinte aux libertés », dans un pays où l'homosexualité reste taboue et toujours punie par la loi. La projection prévue à Tunis est annulée,.
Initialement prévue lors du festival international du film de Pékin en avril 2018, la projection est également retirée du programme officiel, la romance entre les deux personnages principaux étant jugée « déviante » par les organisateurs,,.

## Analyse

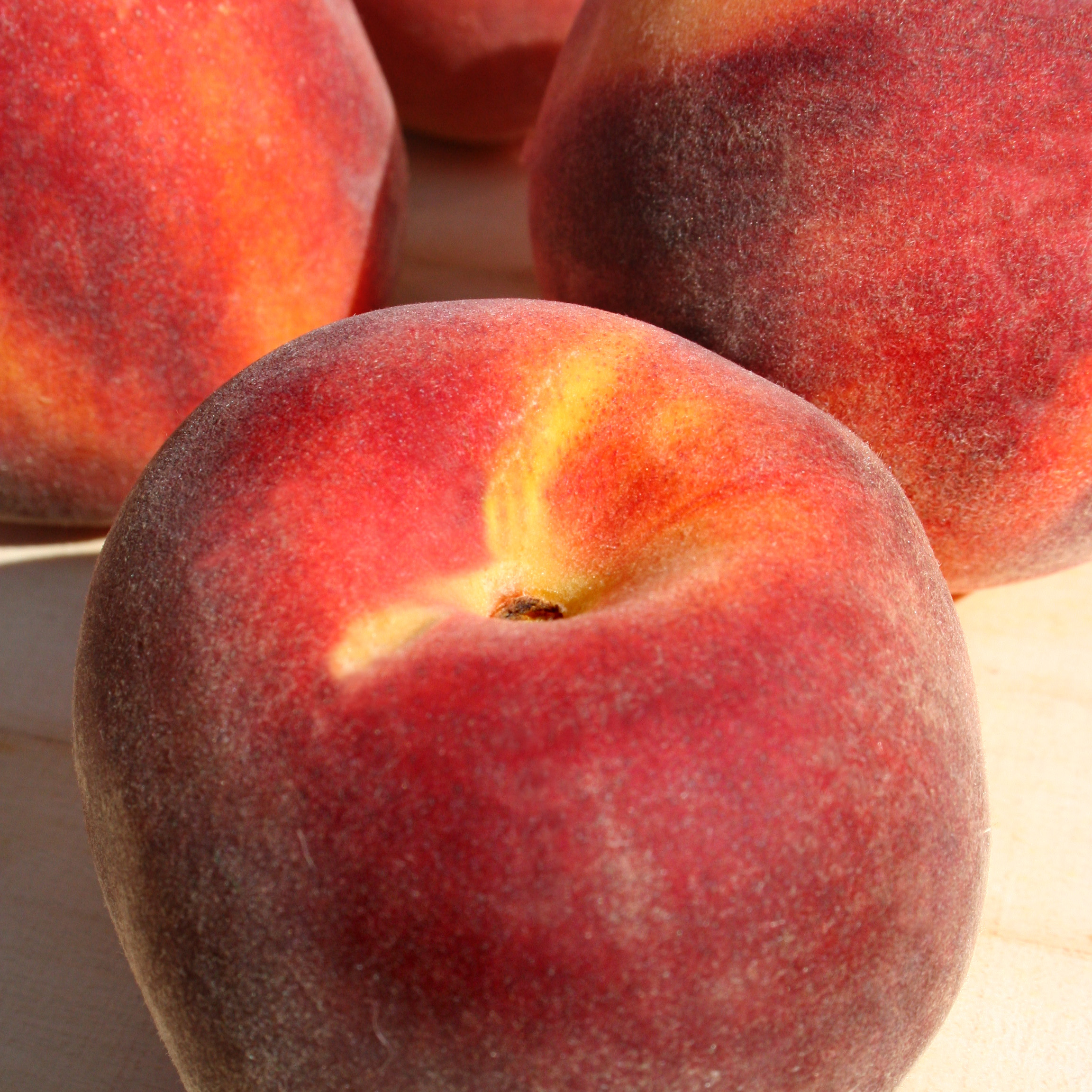
Emblématique du bouillonnement affectif et sexuel qui agite le personnage d'Elio, la scène dans laquelle ce dernier se masturbe avec une pêche dénoyautée constitue l'un des passages clés du film, parmi les plus repris par la presse et la critique du public. La pêche, métaphore du « fruit défendu », permet à Elio et Oliver de se rapprocher et au premier de « [rendre] les armes et [confier] ainsi ses sentiments à l'être aimé ».

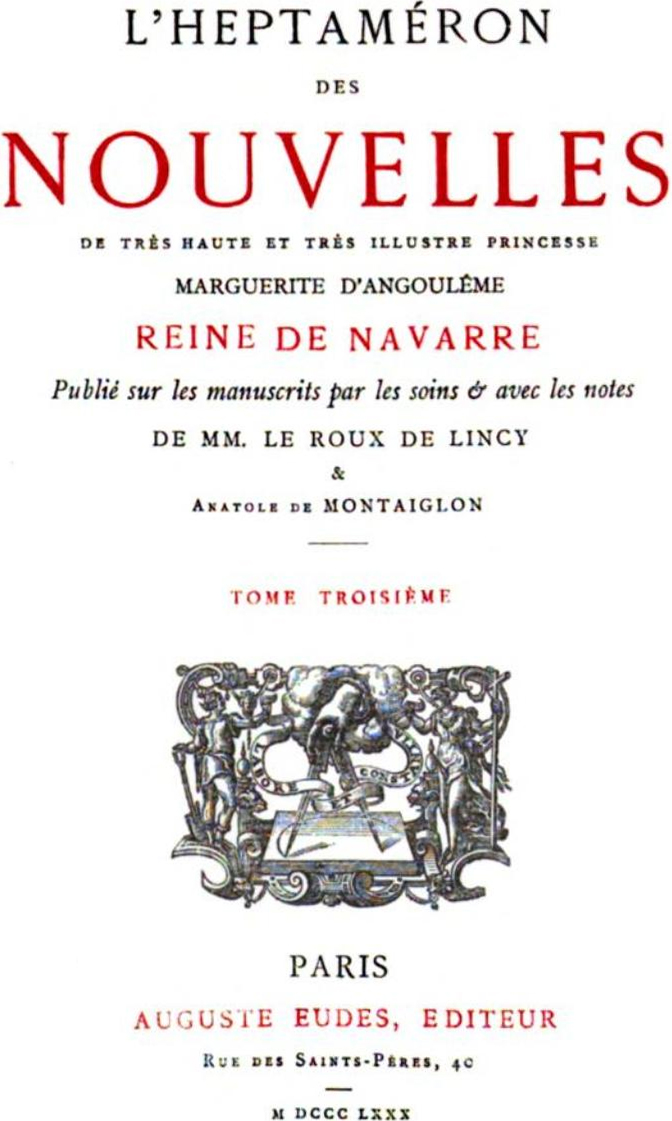
L'art joue un rôle essentiel dans le film. Plusieurs œuvres littéraires servent des moments clés de l'intrigue, comme L'Heptaméron de Marguerite de Navarre, dont un passage traduit par Annella Perlman constitue un prétexte à l'échange entre Elio et ses parents, sur la nécessité du dialogue. L'archéologie quant à elle fait figure de « matrice » du rapprochement et du dépassement de l'altérité.

### Une œuvre initiatique
Le film dépeint une initiation à la vie d'adulte à travers la naissance d'un très fort sentiment amoureux,,, indépendamment de toute considération liée à l'orientation sexuelle,,, mais aussi par son évocation introspective de plusieurs questions identitaires (la judéité, l'éducation intellectuelle, la transmission des expériences en particulier par le biais du monologue final du père d'Elio, unanimement remarqué par la critique),.
Guadagnino assure avoir souhaité représenter le désir comme révélateur de la personnalité profonde. L'initiation amoureuse poursuit deux trajectoires à travers le personnage d'Elio : l'une est mécanique et éminemment adolescente, et réside en son dépucelage avec Marzia ; l'autre, tourmentée, plus profonde et plus pudique, celle de la « quête d'absolu », avec Oliver.
Le journaliste canadien Marc-André Lussier souligne cette dimension initiatique par « les contradictions d'une étape charnière de la vie d'un garçon ayant déjà un pied dans l'antichambre du monde des adultes, sans avoir tout à fait quitté encore celui de l'adolescence », dans un film où alternent les scènes évocatrices de maturité, et d'autres, comme celle où Elio, redevenu un gamin, appelle en pleurs sa mère depuis la gare.
Le parcours initiatique transparaît aussi à travers le pèlerinage des personnages sur des lieux révélateurs de la construction de la civilisation occidentale que sont les sites archéologiques antiques et les monuments religieux typiquement italiens.

### Esthétisme et confrontation de cultures
Par son recours à un casting à la fois européen et nord-américain et son intrigue parallèlement fondée sur les différences entre les deux cultures, le film constitue aussi l'occasion de souligner les prétendues différences entre Europe et Amérique du Nord dans le rapport à l'amour, l'affection et à autrui. Une grande partie de la critique rattache le film de Guadagnino aux traditions exigeantes du cinéma classique européen, notamment français, comme s'en réclame le réalisateur lui-même,,,,. Certains commentateurs jugent cependant le film plus justement influencé par une lecture précisément anglo-saxonne de l'esthétique et des émotions.
Le souci très fort d'un esthétisme léché et raffiné, par le jeu des couleurs, le décor végétal luxuriant ou l'entremêlement permanent des trois langues du film (anglais, italien, français) concourent aussi à immerger le spectateur dans l'ambiance de l'intrigue initiatique,. Guadagnino déclare et défend l'idée que le polyglottisme des Perlman « leur procure la sensation d'une appartenance universelle », mais réfute une quelconque recherche de la beauté dans son œuvre. L'humanisme de l'ensemble des personnages transparaît aussi dans l'esthétisme du traitement de leurs relations.
Riche des deux cultures par sa double nationalité, Timothée Chalamet lui-même reconnaît avoir mis de cette imprégnation plurielle dans son interprétation, mêlant la « nonchalance » et l'« écoute » très françaises à l'impétuosité proprement nord-américaine. Le critique français Romain Le Vern juge par ailleurs que l'alliance entre le « classicisme très old school » de James Ivory et la capacité de Luca Guadagnino à « barbouiller cet univers de raffinement extrême, cossu et érudit de mauvais goût, comme un ado s'amuserait à tout saccager pour contrer l'ennui », est à même de renforcer la résonance universelle du propos et de l'intrigue.
De façon plus critique, certains analystes ont reproché au film de pêcher par excès d'esthétisme et de proposer un tableau très bourgeois et excessivement tolérant, détaché des crises sanitaire et culturelle qui marquèrent la communauté homosexuelle dès les années 1980. D'autres ont répondu à ces remarques, en notant que l'esthétisme servait l'émotion, que l'aisance intellectuelle et financière des protagonistes permettait aussi de recentrer l'intrigue sur « l'étude de la cristallisation amoureuse », et que du film ressortait l'impression d'un croisement heureux entre influences néoréalistes typiquement italiennes et reflets hollywoodiens.

## Projets de suites

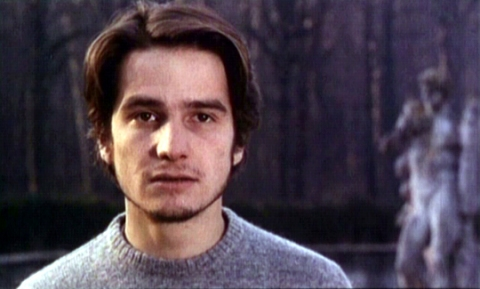
La présence de Jean-Pierre Léaud, interprète du personnage d'Antoine Doinel, dans cinq films successifs de François Truffaut, pourrait inspirer Guadagnino dans la réalisation de plusieurs films narrant les années suivant la rencontre d'Elio et Oliver.

Guadagnino a affirmé étudier la réalisation d'une suite dès la présentation au festival de Sundance, quand il a réalisé que les personnages « pourraient transgresser les limites du film ». En octobre 2017, il déclare espérer une finalisation du projet de suite pour 2020, laissant entendre l'adoption d'une démarche artistique similaire à celle de François Truffaut avec son personnage d'Antoine Doinel, apparu dans cinq films en vingt ans et à chaque fois joué par le même acteur, Jean-Pierre Léaud. Le projet suivrait l'évolution de l'histoire d'Oliver et Elio dans le temps. Guadagnino précise : « si je compare l'âge d'Elio dans le film à celui de Timothée, dans trois ans, Timothée aura 25 ans, l'âge qu'Elio aurait au moment de cette suite »,.
Dans le roman, Elio et Oliver se retrouvent quinze ans après leur rencontre, alors qu'Oliver s'est marié. Guadagnino a précisé que dans un deuxième épisode, il ne trouverait pas nécessaire de faire d'Elio un adulte homosexuel. Guadagnino a également exprimé son intérêt pour la vie politique italienne des années 1990, rappelant que cette période coïncide avec le début de l'ère Berlusconi et la guerre du Golfe,.
En novembre 2017, Guadagnino fait part de son intention de réaliser une suite de cinq films, dans lesquels le public prendrait plaisir à « voir vieillir » les mêmes acteurs, jouant les mêmes personnages. Un mois plus tard, il est rapporté que Guadagnino a entamé la rédaction d'un scénario pour une suite qui permettrait d'en apprendre davantage sur le personnage d'Oliver et ressemblerait au projet documentaire Up Series de Michael Apted, qui filme tous les sept ans depuis 1970 le même groupe de personnes,. Hammer et Chalamet ont tous les deux exprimé leur intérêt pour une participation à ce projet de suite, au contraire de James Ivory, qui a déclaré ne pas savoir comment « [s'y prendre] pour obtenir un Chalamet de 40 ans ! ». En janvier 2018, le réalisateur révèle que l'intrigue se déroulerait « peu de temps après la chute du mur de Berlin et ce grand changement qu'a été la fin […] de l'URSS », et que la première image du film pourrait mettre en scène Elio en train d'assister à une projection du film de Paul Vecchiali Encore, sorti en 1988, premier film français à traiter ouvertement le sujet du SIDA.
En mars 2018, Luca Guadagnino confirme travailler avec Aciman à la concrétisation d'une suite, qui se déroulerait « cinq ou six ans » après la première partie et adopterait une « tonalité différente », plus sombre, liée à l'explosion de l'épidémie du SIDA. À cette occasion, Armie Hammer révèle également que « le texte n'est pas achevé, mais [Luca Guadagnino] a toutes les idées pour le faire ». Le tournage de la suite pourrait se dérouler à l'horizon 2020, de façon que Timothée Chalamet soit âgé de 25 ans.
Dans une interview au magazine Time, en octobre 2018, Armie Hammer et Timothée Chalamet confirment être « à 1000 % pour » le principe d'une suite,. Comme Michael Stuhlberg l'avait fait pendant l'été, Hammer confirme que Guadagnino est décidé à réaliser une suite mais que son tournage ne devrait pas intervenir avant plusieurs années.
En 2020, Luca Guadagnino confirme dans une interview à La República la préparation d'une suite : « J’allais en Amérique pour rencontrer un écrivain que j'aime beaucoup, dont je ne veux pas mentionner le nom, pour parler de la deuxième partie. Malheureusement, tout est annulé. », a-t-il expliqué en faisant référence à l'épidémie du coronavirus. Il confirme également le retour du casting du premier film : « Bien sûr, c'est un grand plaisir de travailler avec Timothée Chalamet, Armie Hammer, Michael Stulhbarg, Esther Garrel, et les autres acteurs. Ils seront tous là dans le nouveau film ».
Le projet de suite est à nouveau confirmé en 2022 : Luca Guadagnino évoque son idée de tourner « les chroniques d'Elio », ou un film centré sur le passage à l'âge adulte du personnage joué par Timothée Chalamet. Ce projet se heurte toutefois à la situation judiciaire d'Armie Hammer, accusé de viol et séquestration.